# Hasora
Hasora este un gen de fluturi din familia Hesperiidae. 

## Specii
- Hasora alta de Jong, 1982
- Hasora anura
  - Hasora anura taiwana Hsu, Tsukiyama & Chiba, 2005
- Hasora badra
- Hasora borneensis Elwes & Edwards, 1897
- Hasora buina Evans, 1926
- Hasora caeruleostriata de Jong, 1982
- Hasora celaenus (Stoll, [1782])
- Hasora coeruleostriata De Jong, 1982
- Hasora chromus Cramer, 1780
  - Hasora chromus chromus Cramer, 1780
- Hasora danda Evans, 1949
- Hasora fushigina Maruyama & Ueda, 1992
- Hasora lavella Evans, 1928
- Hasora leucospila (Mabille, 1891)
- Hasora lizetta (Plötz, [1883])
- Hasora mavis Evans, 1934
- Hasora mixta (Mabille, 1876)
- Hasora moestissima (Mabille, 1876)
- Hasora mus Elwes & Edwards, 1897
- Hasora myra (Hewitson, [1867])
- Hasora perplexa (Mabille, 1876)
- Hasora proximata (Staudinger, 1889)
- Hasora proxissima Elwes & Edwards, 1897
- Hasora quadripunctata (Mabille, 1876)
- Hasora sakit Maruyama & Ueda, 1992
- Hasora salanga (Plötz, 1885)
- Hasora schoenherr
- Hasora simillima Rothschild, 1916
- Hasora subcaelestis Rothschild, 1916
- Hasora takwa Evans, 1949
- Hasora taminatus - White-banded Awl
  - Hasora taminatus vairacana Fruhstorfer, 1911
- Hasora thridas (Boisduval, 1832)
- Hasora umbrina (Mabille, 1891)
- Hasora vitta - Plain Banded Awl
- Hasora wilcocksi Eliot, 1970
- Hasora zoma Evans, 1934

Specii din Australia
- Hasora discolor C&R Felder, 1859
  - Hasora discolor mastusia Fruhstorfer
- Hasora khoda Mabille, 1876
  - Hasora khoda haslia Swinhoe
- Hasora hurama Butler, 1870